# قاعدة عبيدة بن الجراح الجوية
قاعدة عبيدة بن الجراح الجوية (قاعدة الكوت الجوية) هي قاعدة تابعة لسلاح طيران الجيش العراقي قرب الكوت، محافظة واسط، العراق. سيطرت عليها قوات التحالف بقيادة الولايات المتحدة خلال عملية تحرير العراق عام 2003.

## تاريخ
كانت قاعدة عبيدة بن الجراح الجوية واحدة من عدة مطارات تابعة للقوات الجوية العراقية في منتصف سبعينيات القرن العشرين والتي أعيد بناؤها في إطار مشروع "القاعدة الكبرى" استجابة لتجارب الحروب العربية الإسرائيلية في عامي 1967 و1973.
في البداية، أعاد مقاولون بريطانيون بناء 13 مطارًا، وشُيّد فيها جميعًا عدد من حظائر الطائرات المُحصّنة. لاحقًا، شاركت شركات يوغوسلافية - كانت تعمل سابقًا في بناء الجسور في العراق - في المشروع. وبفضل تصميمها المُحدّد لهذه المطارات - والذي تضمن ممراتٍ لسيارات الأجرة تؤدي مباشرةً من حظائر الطائرات المُحصّنة (HAS) ومُمتدةً قطريًا على مدارج الطائرات - عُرفت باسم "شبه المنحرف" أو "يوغوس".
صُنِّفت المنشآت إلى فئتين: "سطحية" و"تحت أرضية". كانت المنشآت "السطحية" في الواقع الأكثر "راحة"، وتضمنت حظائر صيانة معدنية، وأنظمة هبوط جوية خرسانية. في المجمل، بنى اليوغوسلاف ما لا يقل عن 200 نظام هبوط جوي في مطارات مختلفة بالعراق خلال ثمانينيات القرن الماضي.
تتكون حماية كل نظام دفاع جوي من قذائف خرسانية يبلغ سمكها مترًا واحدًا، معززة بصفائح فولاذية بسمك 30 سم. كان هناك مدخل واحد فقط، مُغطى بأبواب منزلقة مصنوعة من صفائح فولاذية مدرعة بسمك 50 سم وخرسانة. كانت وحدات الهبوط السريع تُبنى عادةً في مجموعات صغيرة، نادرًا ما يزيد عددها عن خمس مجموعات، وتتشارك كل مجموعة في مصدر واحد للمياه والكهرباء، بالإضافة إلى مولد كهربائي احتياطي يعمل بالبنزين، وكل وحدة هبوط سريع مزودة بنظام تزويد طائرات بالوقود شبه آلي.
بالإضافة إلى ذلك، شُيِّدت منشآت تحت الأرض تتسع لما بين أربع وعشر طائرات في المتوسط. ولبنائها، استخدم اليوغسلاف معدات وتقنيات بناء مماثلة لتلك المستخدمة في مستودعات تخزين النفط تحت الأرض، مما أدى إلى إخفاء التوسعة والغرض الحقيقي للمشروع بأكمله. صُنِّعت جميع المنشآت تحت الأرض لتحمل ضربة مباشرة بقنبلة نووية تكتيكية، ودُفنت على عمق يصل إلى 50 مترًا تحت الأرض، وتتكون من "حظيرة" الطائرات الرئيسية (المكونة من طابقين في العديد من الحالات، متصلة برافعات هيدروليكية بقوة 40 طنًا)، والمتصلة بمرافق التشغيل والصيانة والخدمات اللوجستية عبر شبكة من الممرات تحت الأرض.
تحت سيطرة القوات الجوية العراقية، كانت هذه القاعدة قاعدةً لطائرات سو-20/22، وثلاثة أسراب من طائرات ميج-21 أو ميج-23 للدفاع الجوي. تعرّضت القاعدة لقصفٍ عنيف من سلاح الجو الملكي البريطاني عام 1991 خلال عملية عاصفة الصحراء، ولكن أًصلِحَت لاحقًا، وظلت قاعدةً لطائرات سو-22 في التسعينيات أيضًا.
ظلت القاعدة سليمة نسبيا على الرغم من الضربات الإضافية التي تعرضت لها خلال عملية عاصفة الصحراء وعملية تحرير العراق.

### العصر الحديث - الغزو والاحتلال الأمريكي
تخلت القوات العراقية عن القاعدة واستخدمها جيش الولايات المتحدة بعد الاستيلاء عليها. خلال الاحتلال الأمريكي، عُرفت القاعدة الجوية باسم قاعدة دلتا للعمليات المتقدمة ومعسكر دلتا وفي عام 2011، عُرفت باسم قاعدة دلتا للعمليات الطارئة.
خلال عام 2008، كانت القاعدة مقرًا لقوات من الولايات المتحدة وبولندا وليتوانيا وجورجيا والسلفادور وكازاخستان ورومانيا. وفي عام 2009، كانت مقرًا للواء الإطفاء الحادي والأربعين حتى أغسطس 2009، عندما تولت الكتيبة الأولى من فوج المدفعية الميدانية السابع والسبعين المسؤولية.
منذ يونيو 2011 كانت القاعدة موطنًا للسرب السادس "سابر"، فوج الفرسان التاسع، لواء المشورة والمساعدة الثالث، فرقة الفرسان الأولى، فرقة الولايات المتحدة - الجنوب حتى أكتوبر 2011.
كما دُعِمَ أفراد القاعدة من قبل أفراد من قواعد أخرى.

### العودة إلى السيطرة العراقية
تُظهر الصور الجوية الحالية العديد من المباني المهجورة في القاعدة الجوية السابقة، إلا أن المدرج وممرات الطيران لا تزال سليمة، مع وجود حظيرة طائرات قائمة في إحدى مناطق وقوف السيارات. ويمكن رؤية مروحيات في منطقة انتشار، بالإضافة إلى العديد من المركبات وصناديق التوصيل. ومنذ عام 2015، استُخدمت القاعدة لشن غارات بطائرات بدون طيار على أهداف داعش.
وفقًا لموقع Scramble.nl، تُستخدم القاعدة الآن من قبل سلاح الطيران في الجيش العراقي.

## روابط خارجية
- Iraqi Super-Bases

[usurped]
- Ubaydah Bin Al Jarrah Air Base at Global Security